# Günther Mader
Günther Mader (Matrei am Brenner, 24 de junio de 1964) es un deportista austríaco que compitió en esquí alpino.

## Trayectoria
Participó en cuatro Juegos Olímpicos de Invierno, entre los años 1988 y 1998, obteniendo una medalla de bronce en Albertville 1992, en la prueba de descenso, y el cuarto lugar en Lillehammer 1994 y en Nagano 1998, en la prueba combinada.
Ganó seis medallas en el Campeonato Mundial de Esquí Alpino entre los años 1987 y 1996. En la Copa del Mundo consiguió catorce victorias y 44 podios en total.
En 1998 recibió la Condecoración de Honor de Plata de la Orden al Mérito de la República de Austria.
En marzo de 1998 sufrió un derrame cerebral ocasionado por un accidente mientras jugaba fútbol sala, y como resultado, el lado derecho de su cuerpo quedó paralizado y perdió el 85% de su vocabulario. Sin embargo, se recuperó en la mayor medida posible, quedando con secuelas mínimas.
En 2003 publicó su autobiografía titulada ÜberLeben. Trabajó como director de carreras en el fabricante de esquís Salomon de Austria.

## Palmarés internacional
| Juegos Olímpicos   | Juegos Olímpicos               | Juegos Olímpicos  | Juegos Olímpicos |
| Año                | Lugar                          | Medalla           | Prueba           |
| ------------------ | ------------------------------ | ----------------- | ---------------- |
| 1992               | Albertville (Francia)          | Medalla de bronce | Descenso         |
| Campeonato Mundial |                                |                   |                  |
| Año                | Lugar                          | Medalla           | Prueba           |
| 1987               | Crans-Montana (Suiza)          | Medalla de plata  | Eslalon          |
| 1987               | Crans-Montana (Suiza)          | Medalla de bronce | Combinada        |
| 1989               | Vail (Estados Unidos)          | Medalla de bronce | Combinada        |
| 1991               | Saalbach-Hinterglemm (Austria) | Medalla de bronce | Combinada        |
| 1996               | Sierra Nevada (España)         | Medalla de bronce | Combinada        |
| 1997               | Sestriere (Italia)             | Medalla de bronce | Supergigante     |